# Academia de Transporturi, Informatică și Comunicații
Academia de Transporturi, Informatică și Comunicații (ATIC) este o instituție de învățământ superior din Chișinău (Republica Moldova), fondată în anul 1999.
În cadrul ATIC, la cele trei facultăți cu 12 catedre, activează 107 cadre didactice, dintre care 7 doctori habilitați, profesori universitari, 42 doctori în științe, conferențiari universitari, 44 lectori superiori universitari, 14 lectori universitari.

În anul 2022 Academia de Transporturi, Informatică și Comunicații (ATIC) a fost închisă.

## Legături externe
- Site web
- Academia de Transporturi Informatică și Comunicații Arhivat în 29 mai 2015, la Wayback Machine.